# I Got the Hook-Up
Pour plus de détails, voir Fiche technique et Distribution.
I Got the Hook-Up est un film américain réalisé par Michael Martin, sorti en 1998.

## Synopsis
Black et Blue vendent des téléviseurs et des radio-cassettes dans leur van et tombent sur une cargaison de téléphones portables

## Fiche technique
- Titre : I Got the Hook-Up
- Réalisation : Michael Martin
- Scénario : Master P, Leroy Douglas et Carrie Mungo
- Musique : Tommy Coster et Brad Fairman
- Photographie : Antonio Calvache
- Montage : T. David Binns
- Production : Jonathan Heuer et Stevie Lockett
- Société de production : Mastoff Films, No Limit Films, Priority Films et Shooting Star Pictures
- Pays :  États-Unis
- Genre : Comédie
- Durée : 93 minutes
- Dates de sortie : 
  -  États-Unis : 27 mai 1998

## Distribution
- Master P : Black
- Anthony Johnson : Blue
- Gretchen Palmer : Sweet Lorraine
- Frantz Turner : Dalton
- Richard Keats : Jim Brady
- Joe Estevez : Lamar Hunt
- William Frederick Knight : l'agent
- Anthony Boswell : le petit frère
- Mack Morris : Andrew
- Mia X : Lola Mae
- Tommy Lister : T-Lay
- Cory Miller : un gars de T-Lay
- Edward Smith : un gars de T-Lay
- Mystikal : un gars de T-Lay
- Tangie Ambrose : Carla
- Howard Mungo : M. Tucker
- Laura Hayes : Mme. Tucker
- Ice Cube
- Fiend : Roscoe

## Accueil
AllMovie donne au film la note de 1,5/5